# Terry Camilleri (Schauspieler)
Terry Camilleri (* 7. November 1949 auf Malta) ist ein australischer Schauspieler.

## Leben
Camilleri wuchs in Melbourne auf, ging aber nach Sydney, um dort den Schauspielberuf zu ergreifen. Er gab sein Spielfilmdebüt 1974 in Peter Weirs Horrorkomödie Die Killerautos von Paris. Camilleri spielte in verschiedenen australischen Fernsehproduktionen und Spielfilmen, darunter Die Sturmfahrt der Blue Fin mit Hardy Krüger in der Hauptrolle. In den 1980er Jahren war er auch in britischen und US-amerikanischen Produktionen wie Superman III – Der stählerne Blitz und Holt Harry raus! zu sehen. Einem größeren Publikum wurde er durch seine Darstellung des Napoleon Bonaparte in der Filmkomödie Bill & Teds verrückte Reise durch die Zeit bekannt. Er hatte Gastrollen in zahlreichen US-amerikanischen Fernsehserien wie Polizeirevier Hill Street, JAG – Im Auftrag der Ehre und New York Cops – NYPD Blue. Zwischen 1995 und 1996 spielte er die wiederkehrende Rolle des Tony O'Malley in der Serie Renegade – Gnadenlose Jagd. Eine kleine Nebenrolle hatte er zudem in der mit sechs Goldenen Himbeeren bedachten Komödie Liebe mit Risiko – Gigli mit Ben Affleck und Jennifer Lopez.

## Filmografie (Auswahl)
- 1974: Die Killerautos von Paris (The Cars That Ate Paris)
- 1978: Die Sturmfahrt der Blue Fin (Blue Fin)
- 1978: Die Geldhaie (Money Movers)
- 1983: Superman III – Der stählerne Blitz (Superman III)
- 1986: Polizeirevier Hill Street (Hill Street Blues)
- 1986: Holt Harry raus! (Let's Get Harry)
- 1987: Casanova Junior (In the Mood)
- 1989: Bill & Teds verrückte Reise durch die Zeit (Bill & Ted's Excellent Adventure)
- 1995–1996: Renegade – Gnadenlose Jagd (Renegade)
- 1997: New York Cops – NYPD Blue (NYPD Blue)
- 1998: Die Truman Show (The Truman Show)
- 2000: JAG – Im Auftrag der Ehre (JAG)
- 2003: Liebe mit Risiko – Gigli (Gigli)
- 2003: The District – Einsatz in Washington (The District)
- 2009: Knowing – Die Zukunft endet jetzt (Knowing)
- 2009: Coffin Rock
- 2015: Oddball – Retter der Pinguine (Oddball)